# Englishman in New York
Englishman in New York ist ein Lied des britischen Sängers Sting, das 1987 auf dem Album … Nothing Like the Sun und 1988 als Single erschien.

## Geschichte
Als „Englishman“ bezeichnet Sting im Lied den exzentrischen Quentin Crisp, der ihn zu dem Stück inspirierte. Er schrieb das Lied, kurz nachdem Crisp aus London in ein Appartement in Manhattan gezogen war. Sting hatte ihn in dessen Wohnung in der Bowery besucht. Crisp hatte Sting von den Schwierigkeiten erzählt, sich in den 1950er Jahren in England öffentlich zur eigenen Homosexualität zu bekennen und ein Leben lang als Außenseiter leben zu müssen. Sting produzierte das Lied zusammen mit Neil Dorfsman.
Branford Marsalis spielt auf der Aufnahme Sopransaxophon und Manu Katché Perkussion, der Pianist war Kenny Kirkland. Das Lied erreichte nach seiner Veröffentlichung im Februar 1988 Platz 51 in den britischen Charts. In den Vereinigten Staaten erreichte es Platz 84 in den Billboard Hot 100. Kurz vor der Veröffentlichung seines dritten Albums The Soul Cages (1991) engagierte Stings Plattenfirma den niederländischen DJ und Produzenten Ben Liebrand, eine Remix-Version von Englishman in New York aufzunehmen, die im Juli 1990 als Single veröffentlicht wurde. Diese Remix-Version des Liedes wurde erfolgreicher und erreichte Platz 15 in den britischen Charts und Platz 20 in den deutschen Charts. Auf der B-Seite der Single erschien der Titel Ghost in the Strand.
Das Lied war auch in einer britischen Werbung für den Rover 200 zu hören. Eine Filmbiografie über Crisps Leben in New York City wurde nach dem Liedtitel benannt. Auf der 2010 veröffentlichten CD Symphonicities (gemeinsam mit dem Royal Philharmonic Orchestra) ist ebenfalls eine Aufnahme des Stücks enthalten.

## Musikvideo
Das Musikvideo zum Lied wurde von David Fincher in Schwarz-weiß gedreht. Sting erzählt von den Gegensätzen zwischen Amerikanern und Briten und dass er sich als Ausländer fühlt, obwohl er durch die Fifth Avenue geht und wie ein Amerikaner gekleidet ist. Crisp und Stings Band sind auch im Musikvideo zu sehen. Während das Video im Fadeout endet, sagt eine ältere männliche Stimme: “If I have an ambition other than a desire to be a chronic invalid, it would be to meet everybody in the world before I die … and I’m not doing badly.”

## Rezeption

### Charts und Chartplatzierungen
| ChartsChartplatzierungen       | Höchstplatzierung | Wochen |
| ------------------------------ | ----------------- | ------ |
| Vereinigtes Königreich (OCC)   | 51 (3 Wo.)        | 3      |
| Vereinigte Staaten (Billboard) | 84 (4 Wo.)        | 4      |

| ChartsChartplatzierungen     | Höchstplatzierung | Wochen |
| ---------------------------- | ----------------- | ------ |
| Deutschland (GfK)            | 20 (13 Wo.)       | 13     |
| Vereinigtes Königreich (OCC) | 15 (7 Wo.)        | 7      |

### Auszeichnungen für Musikverkäufe
| Land/Region                  | Auszeichnungen für Musikverkäufe (Land/Region, Auszeichnung, Verkäufe) | Verkäufe |
| ---------------------------- | ---------------------------------------------------------------------- | -------- |
| Dänemark (IFPI)              | Platin                                                                 | 90.000   |
| Deutschland (BVMI)           | Gold                                                                   | 200.000  |
| Italien (FIMI)               | Gold                                                                   | 25.000   |
| Japan (RIAJ)                 | Gold                                                                   | 100.000  |
| Vereinigtes Königreich (BPI) | Gold                                                                   | 400.000  |
| Insgesamt                    | 4× Gold · 1× Platin ·                                                  | 865.000  |

Hauptartikel: Sting/Auszeichnungen für Musikverkäufe

## Coverversionen

### Friesenjung von Otto Waalkes
1993 veröffentlichte Otto Waalkes unter dem Titel Friesenjung ein deutschsprachiges Cover von Englishman in New York. Der gebürtige Ostfriese geht in seiner Version humorvoll auf das Leben eines Friesen ein. Auch seine Band nannte er damals Otto & die Friesenjungs.
Im Mai 2023 sampelten die Rapper Ski Aggu und Joost Friesenjung für ihr gleichnamiges Lied, das sie gemeinsam mit Waalkes veröffentlichten. Diese Neuinterpretation erreichte in Deutschland und Österreich Platz eins in den Singlecharts.

### Weitere Coverversionen
Von dem Titel gibt es mehrere weitere Coverversionen, darunter folgende:
- 1993 veröffentlichte Shinehead[8] eine Version unter dem Titel Jamaican in New York.
- 1994 veröffentlichte die Band Wise Guys eine Coverversion auf Kölsch unter dem Titel Kölsche Jung in New York auf dem Album Dut-Dut-Duah!.
- 1998 coverte die venezolanische Band King Chango das Lied unter dem Titel Venezuelan in New York für das von lateinamerikanischer Musik beeinflusste Sting/The-Police-Tributalbum Outlandos d’Americas – Tributo a Police
- 2008 erschien eine Electrotangoversion von Tanghetto mit dem Titel A Bandoneonist in New York auf dem Album El miedo a la libertad.
- 2012 veröffentlichte die Gruppe Singer Pur eine A-cappella-Version des Stücks.
- 2015 coverte Cris Cab das Lied.
- 2017 strahlte das NDR-Satiremagazin extra 3 eine von Dennis Kaupp und Jesko Friedrich produzierte Songparodie des Liedes unter dem Titel Ein Konservativer bei den Grünen aus, die sich satirisch mit dem baden-württembergischen Ministerpräsidenten Winfried Kretschmann (Bündnis 90/Die Grünen) auseinandersetzte.[9]
- 2024 steuerten Dennis Kaupp und Jesko Friedrich für extra 3 mit Bin ein Krisenjung eine weitere Songparodie bei, die auf den von Ski Aggu und Joost produzierten Remix von Otto Waalkes’ Coverversion Friesenjung basierte und Bundeskanzler Olaf Scholz persiflierte.[10]